# Branko Kunst
Branko Kunst (Zagreb, 21. lipnja 1904. – Zagreb, 1. rujna 1983.) bio je hrvatski nogometaš i nogometni reprezentativac.

### Reprezentativna karijera
Za nogometnu reprezentaciju Kraljevine Jugoslavije odigrao je 7 utakmica.